# Safune

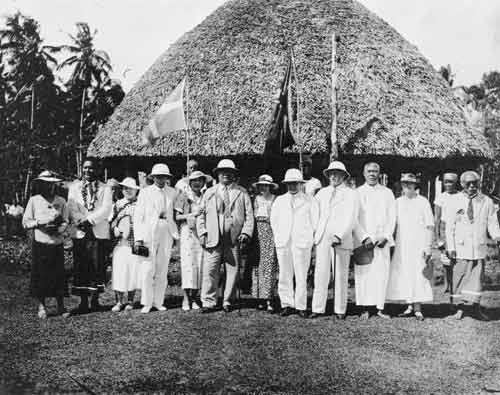
Olaf Frederick Nelson (Mitte, sechster v.l.) mit seinen Töchtern bei ihrer Rückkehr aus dem Exil in Neuseeland nach Samoa, 1933

Safune ist ein traditioneller Dorf-Distrikt an der zentralen Nordküste der Insel Savaiʻi in Samoa. Er liegt im Wahlbezirk Gagaʻifomauga. Safune ist der Geburtsort des Anführers des Mau a Pule Olaf Frederick Nelson und Drehort des Dokumentarfilms Moana (1926), eines der ersten Dokumentarfilme weltweit. Der  Pool Mata o le Alelo, der mit polynesischen Legende von Sina und dem Aal in Verbindung gebracht wird, befindet sich ebenfalls in Safune.
Die Dörfer, die zu Safune gehören sind Matavai, Faletagaloa und Fatuvalu. Daneben gibt es die kleineren Bezirke Faleolo und Lalomati.

## Olaf Frederick Nelson
Olaf Frederick Nelson, ein Anführer von Samoas Unabhängigkeitsbewegung während der Kolonialzeit Anfang des 20. Jahrhunderts, wurde am 24. Februar 1883 in Safune geboren. Nelsons Vater war ein schwedischer Einwanderer und Händler. Seine Mutter Sina Masoe stammte aus Safune. Im Jahr 1900 arbeitete Nelson im Alter von 17 Jahren im Laden seines Vaters in Safune. Als sein Vater 1903 in Rente ging, erweiterte Nelson das Familiengeschäft. 1904 kaufte er ein Boot namens „Lily“, um Kopra zu verschiffen und nach Apia zu verkaufen. 1906 lieferte er bereits direkt nach Sydney. Er errichtete Handelsstationen auf Savai‘i und Upolu. Nelson wurde einer der reichsten Männer Samoas. Im Jahr 1928 verbannte die Kolonialverwaltung Nelson wegen seiner Führungsrolle in der Mau-Bewegung nach Neuseeland.

## Mythologie

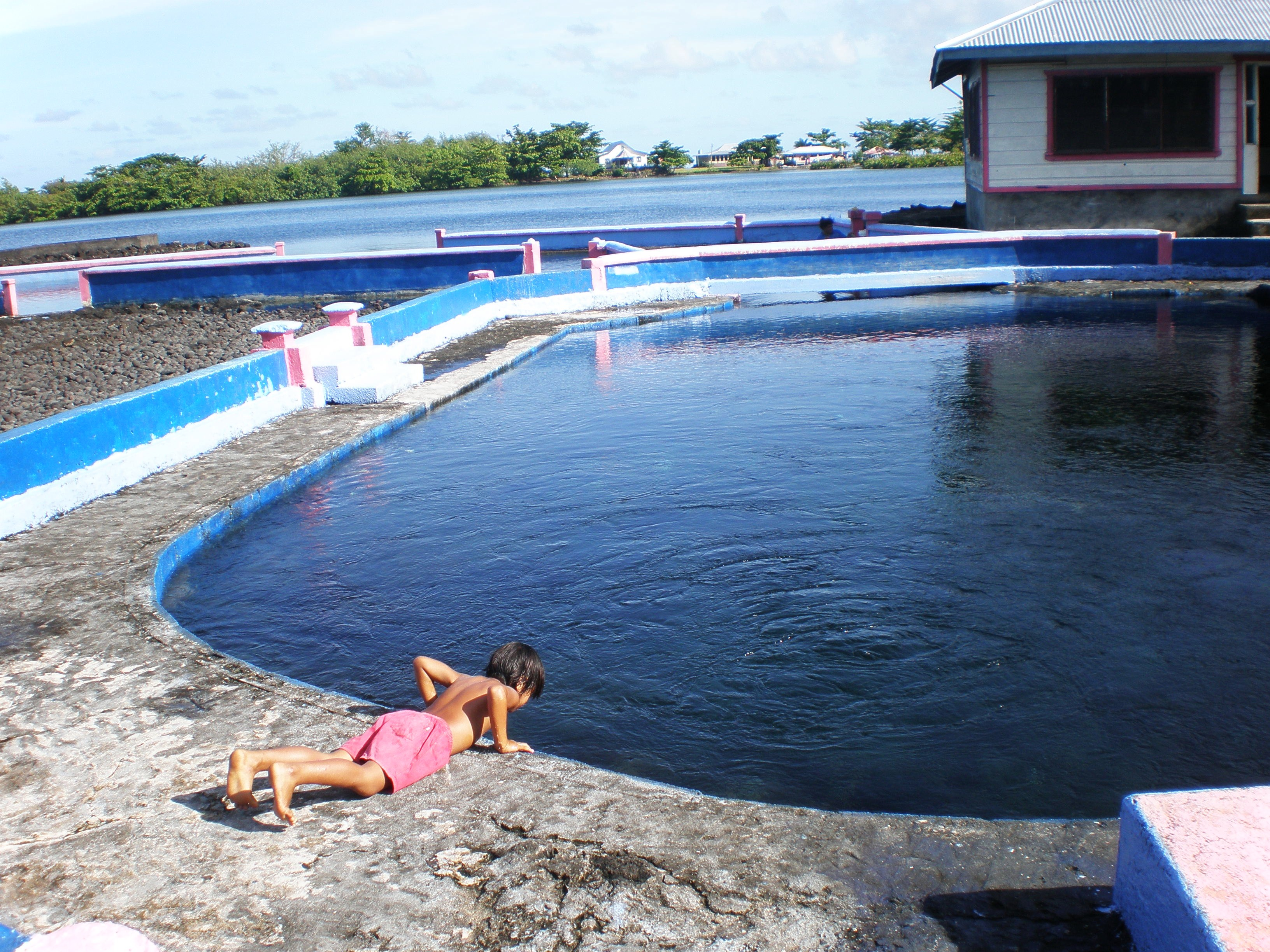
Kind am Pool Mata o le Alelo, Dorf Matavai.

In der samoanischen Mythologie wird der Süßwasserpool Mata o le Alelo im Dorf Matavai in Safune mit der polynesischen Legende von Sina und dem Aal in Verbindung gebracht. Der Pool wird von Frauen im Dorf gepflegt und ist für Besucher und Touristen geöffnet. Die Legende erzählt von der Entstehung der Kokospalme.

## Vorgeschichte
Der Name „Sa Fune“ (dt.: „die Familie von Fune“) bezieht sich auf einen Mann namens „Fune“, einen Krieger, der in mehreren Dörfern in Savai’i Hof hielt. Fune soll im 10. Jahrhundert der erste Inhaber des Häuptlingstitels Le Tagaloa gewesen sein.
Einer anderen Geschichte zufolge waren Fune und Fotu die Kinder von Lafai. Fune gründete Safune und Fotu Safotu. Beide Dörfer waren kriegerisch. Die Bewohner von Safune führten Krieg mit den Bewohnern von Faleata, wobei viele Menschen starben.

## London Missionary Society
Missionare der London Missionary Society kamen im 19. Jahrhundert nach Safune. Sie organisierten die jungen Gemeinden größtenteils nach kongregationalistischen Vorbild organisierten. Reverend Alexander MacDonald und seine Frau Selina Dorcas (née Blomfield) ließen sich im August 1837 in Safune nieder. Er verließ die LMS 1850, als er eine Stelle bei der Congregational Church in Auckland, Neuseeland, bekam.

## Filmdreh in Safune
1926 wurde einer der ersten Dokumentarfilme in Safune gedreht. Moana wurde von Robert J. Flaherty produziert, der über ein Jahr lang in Safune lebte. Flaherty war in Samoa ab April 1923 bis Dezember 1924. Er kam mit seiner Frau Frances Flaherty, ihren drei Kindern, einem rothaarigen irischen Kindermädchen ('Mumu' ='Rot' auf Samoanisch) und Flahertys jüngerem Bruder David Flaherty, der als Production Manager diente. Die tropische Landschaft von Safune stand im kompletten Gegensatz zu der gefrorenen Eiskulisse in Flahertys vorherigem Film Nanuk, der Eskimo.
Frederick O’Brien (1869–1932), ein erfolgreicher Reiseschriftsteller in Amerika in den 1920er Jahren (Atolls of the Sun, Mystic Isles of the South Seas), hatte mehrere Monate in Safune verbracht und Flaherty das Dorf als Drehort für seinen Film empfohlen. O’Briens erstes Reisebuch White Shadows in the South Seas (1919) hatte bei den Amerikanern großes öffentliches Interesse an der Südsee geweckt.
Als die Flahertys in Safune ankamen, wohnten sie in einem ehemaligen Handelsposten inmitten von Kokospalmen. Es war dasselbe Haus, in dem O’Brien zwei Jahre zuvor gewohnt hatte. Ihr Gastgeber war der deutsche Händler Felix David, der viele Jahre in Samoa gelebt hatte. Der Deutsche hatte in seiner Jugend in Europa eine Ausbildung zum Opernsänger absolviert und gab im Dorf Abendkonzerte, darunter Opernaufführungen von Siegfrieds Todesszene aus der Götterdämmerung.
Flaherty drehte den Film in Safune mit Zustimmung der Häuptlinge (Matai). Der Filmemacher bemerkte, dass sie stolz darauf waren, dass ihre Heimat als Drehort ausgewählt wurde. Der deutsche Händler David fungierte als sein Vermittler zu den Einheimischen. Die Dorfbewohner nannten Flaherty „Ropati“ oder „Lopati“, eine Transliteration von „Robert“.
Sechzehn Tonnen Filmausrüstung trafen im Dorf ein. Eine Höhle im Dorf wurde in ein Filmentwicklungslabor umgewandelt, und zwei junge Männer, Samuelo und Imo, aus dem Dorf wurden für die Arbeit dort ausgebildet. Flaherty belichtete etwa 73.000 Meter Negative über die Familie Safune. Das umfangreiche Filmmaterial wurde in der Höhle von Hand entwickelt und abgezogen. Nach einem Jahr Drehzeit trat jedoch ein Problem mit den entwickelten Negativen auf, weil der Salzgehalt des Wassers aus dem Becken im Höhlenlabor die Filme beschädigte. Das Problem wurde durch die Verwendung von Regenwasser behoben, aber das vorherige Filmmaterial musste erneut gefilmt werden. Der gesamte Film, wie er heute zu sehen ist, wurde zwischen Juli und Dezember 1924 gedreht.
Flaherty besetzte die Rollen des Films mit Dorfbewohnern. „Moana“, was „Ozean“ bedeutet, war der Name der männlichen Hauptrolle. Die Rolle des 'Moana' spielte der Junge Umi Ta’avale Tugaga, wobei „Umi“ ein Matai-Titel war. Der Film zeigt den jungen Mann, wie er ein Peʻa, ein Initiationsritus, und die traditionelle samoanische Tätowierung für Männer bekommt. Die Pe‘a-Tätowierung (das samoanische Wort „pe‘a“ ist auch das Wort für Flughund oder Fledermaus) dauerte sechs Wochen und der Tätowierermeister (Tufuga ta tatau) stammte aus Asau. Ein kleiner Junge, der ebenfalls „Pe‘a“ hieß und aus dem Dorf Faletagaloa in Safune stammte, spielte die Rolle von Moanas jüngerem Bruder. Der junge Pe‘a wuchs heran und wurde Häuptling mit dem Titel Taule‘ale‘ausumai. Das Dorfmädchen Fa’agase aus dem Dorf Lefagaoaliʻi spielte die weibliche Hauptrolle und war gleichzeitig seine Angebetete. Der Film zeigte auch die traditionelle Herstellung von „Siapo“ oder Tapa, einem Rindenstoff. Die alte Frau, die im Film „Tapa“ herstellte, war Tuʻugaita aus der Familie Paʻiaʻaua im Dorf Matavai, wo sich der Teich Mata o le Alelo befindet.
Abends zeigte Flaherty im Dorf Filme, darunter Der Golem (Horrorfilm von 1915) und die Paramount-Filme Miracle Man und It Pays to Advertise (Werbung lohnt sich, 1919). Während der Dreharbeiten wurde Flaherty einmal krank, als er sich in Tufu aufhielt, einem kleinen Dorf am Westende der Insel Savaiʻi. Ein Bote wurde in das Dorf Fagamalo geschickt, um per Funk Hilfe aus der Hauptstadt Apia auf der Insel Upolu zu verständigen. Vom Dorf Tufu wurde Flaherty auf einer Sänfte in das Dorf Falealupo gebracht, wo er von seiner Frau und zwei dort lebenden Europäern, Newton Rowe und einem katholischen Missionar, Pater Haller, gepflegt wurde. Fünf Tage später kam ein Boot mit einem Arzt aus Upolu in Falealupo an. Flaherty und seine Frau wurden nach Upolu gebracht, wo sich der Filmemacher erholte, bevor er nach Safune zurückkehrte.
Als Flaherty und seine Familie Safune verließen, hatten sie eine enge Bindung zu den Menschen des Dorfes aufgebaut.

## Persönlichkeiten
- Safuneituʻuga Paʻaga Neri, Matai und Politikerin (Gagaifomauga No. 2 electoral constituency). Minister of Communication and Technology im Parlament von Samoa.